# Baquba
Baquba (em aramaico:  ܒܰܩܽܘܒܰܐ, em árabe: بعقوبة, cujo nome tem origem nas palavras em aramaico "Bete" (casa) e "Iacube" (Jacó) e significa "casa de Jacó") é a capital da província iraquiana de Diala. A cidade está localizada a cerca de 50 quilômetros a nordeste de Bagdá, no rio Diala. Em 2003, tinha uma população estimada de cerca de 467 900 habitantes.
Baquba serviu como uma estação no caminho entre Bagdá e Coração na Rota da Seda medieval. Durante o Califado Abássida, ela era conhecida por seus pomares, irrigados pelo Canal de Naravã. Situado nas principais estradas e rotas ferroviárias entre Bagdá e Irã é um centro de comércio de produtos agrícolas.